# Alfredo Jiménez Ramírez
Alfredo Jiménez Ramírez (Ciudad de México; 5 de septiembre de 1951-27 de diciembre de 2022) fue un futbolista mexicano que jugó de centro delantero. Durante su carrera logró anotar 65 goles en Primera división. Debutó en 1970 en un partido América 1 - 0 Monterrey. Jugó 168 partidos y 10,922 minutos en Primera División. Era apodado El Alacrán.

## Biografía
Nació en 1950 en la Ciudad de México y desde pequeño se trasladó junto a su familia a Monterrey. También conocido como El hijo del General apodo mencionado por el locutor Ángel Fernández. Era un centro delantero potente, fuerte, sin inhibiciones, decidido y entrón, temible con el balón dominado, por la potencia física que tenía y a veces, como todos, errático pero al final un muy buen jugador que inclusive integró la Selección Nacional, sobre todo en aquel Pre-mundial de Argentina 78, con partidos en el Estadio Universitario.[cita requerida]

## Trayectoria
Fue producto de las fuerzas básicas de la Pandilla del Monterrey. Inició en este equipo en la Temporada 1970-71, y estuvo hasta la 1972-73. Pasó a los Diablos Rojos del Toluca para la 1973-74 y regresó a Monterrey a la 1974-75, cuando el Toluca le dio las gracias ya que había contratado al centro delantero ecuatoriano Italo Estupiñan. Llegó a Tigres de la UANL para la Temporada 1975-76 donde anotó 23 goles, donde estuvo peleando el título de goleo que al final ganó Cabinho, centro delantero brasileño de los Pumas de la UNAM. Partió a Cruz Azul donde estuvo durante 2 años y regresó a Tigres para la 1978-79, permaneció en el equipo hasta la Temporada 1980-81 su última como jugador profesional.
Aunque no fue campeón de Liga con los Tigres, si lo fue de Copa en 1975, logrando el título de goleo con 9 dianas. En la final en el partido de ida anotó un gol y participó en aquel partido del 2 a 0 contra los Canarios del América, mote que tenía en ese tiempo el equipo capitalino. Al “Alacrán” le comete falta El Confesor Miguel Ángel Cornero, un defensa central muy duro pero leal, falta que cobró el brasileño ex-americanista Raymundo José Correa Lola Luego vino el gol de Edmundo Manzotti, el famoso Pajarito. También fue parte del Subcampeonato contra los cementerios de Cruz Azul, donde en aquel juego ingresó de cambio por Roberto Gómez Junco y anotó el segundo gol de Tigres a pase de Edú.

## Actor de cine
Otra de sus facetas fue la de actor. Su participación en la película “El cazador de asesinos”, donde después de una persecución lo matan en Ferrocarriles Mexicanos. Luego en la película “Los Peseros”, en otra persecución es detenido en el Río Santa Catarina.
Egresado de la Universidad Autónoma de Nuevo León, se desempeñó como coordinador de un despacho jurídico.

## Muerte
El 27 de diciembre del 2022 falleció por complicaciones renales, enfermedad que padecía desde el 2016.

## Clubes
- Monterrey (1970 - 1975)
- Toluca (1973 - 1974)
- Tigres de la UANL (1975 - 1976)
- Cruz Azul (1976 - 1978)
- Tigres de la UANL (1978 - 1981)